# St. Irvyne
St. Irvyne o il Rosacrociano (St. Irvyne; or, The Rosicrucian: A Romance) è un romanzo di Percy Bysshe Shelley scritto nel 1810 e pubblicato anonimamente nel 1811.

## Trama
Wolfstein è un viaggiatore che cerca riparo durante una tempesta sulle Alpi svizzere. Il giovane, disilluso dalla vita e dalla società, medita il suicidio quando incontro un gruppo di monaci intenti a celebrare un funerale. I religiosi gli offrono un riparo, ma il gruppo viene attaccato dai banditi, che rapiscono Wolfstein e lo portano nel loro nascondiglio segreto. Qui incontra Megalena, anche lei rapita dai banditi dopo l'omicidio del padre. Wolfstein riesce ad avvelenare il capo dei banditi e fugge con Megalena.
I due si recano a Genova, dove Wolfstein è sedotto da Olympia. Furiosa e tradita, Megalena ordina a Wolfstein di uccidere l'amante; il giovane non riesce a commettere il delitto, ma Olympia si suicida. I due vengono rintracciati da Ginotti, un rosacrociano che li aveva incontrati nel covo dei banditi e che offre al protagonista il segreto della vita eterna se rinuncerà alla propria fede e si unirà ai Rosacroce.
Ginotti si reca a Ginevra e, sotto il falso nome di Frederic Nemperem, tenta di sedurre Eloise de St. Irvyne, la sorella di Wolfstein. Nella scena finale Wolfstein si reca nell'abbazia di St. Irvyne, in Francia, dove trova il cadavere di Megalena e confronta Ginotti, pallido ed emaciato. Wolfstein si rifiuta di rinunciare alla propria fede ed entrambi gli uomini rimangono uccisi quando un fulmine si abbatte sull'abbazia.

## Accoglienza
Il romanzo fu stroncato dalla critica, ma ottenne abbastanza successo da essere ripubblicato nel 1822. Inoltre dall'opera vennero tratti due chapbook, Wolfstein; or, The Mysterious Bandit (1822) e Wolfstein, The Murderer; or, The Secrets of a Robber's Cave (1850).

## Edizioni italiane
- St. Irvyne o il Rosacrociano, a cura di Laura Ricci, Biblioteca del vascello, 2022.